# Музейный флигель Петербургской академии наук
Музейный флигель Петербургской академии наук — памятник архитектуры. Расположен в Санкт-Петербурге, современный адрес дома — Университетская набережная, 5Б, Менделеевская линия, 1, Биржевой проезд, Таможенный переулок, 2.

## Предыстория
Ранее относившиеся к Петербургской Академии наук книжная лавка, типография (печатавшая научные труды и газету «Санкт-Петербургские ведомости»), токарня, мастерские, Географический департамент, рисовальный и гравировальный классы, «Большая зала для конференций» и, со второй половины XVIII века, барометрическая мастерская мастера-оптика И. И. Беляева (в полуподвальном помещении) размещались в бывшем дворце Прасковьи Фёдоровны. После наводнения 1824 года потребовалось построить новые складские помещения (старые пришли в негодность); Е. Ф. Канкрин, министр финансов, предложил Академии наук уступить здание дворца «под снос» его министерству за приличную сумму и с условием постройки на месте сносимых задних флигелей во дворе Конференции нового здания для типографии, квартир чиновников, некоторых музейных коллекций и Готторпского глобуса. На месте дворца построили Южный пакгауз Биржи.

## История
Музейный флигель был построен в 1826—1831 годах И. Ф. Лукини (строившим в то же время на Стрелке Васильевского острова здание таможни, северный и южный пакгаузы Биржи; в строительстве участвовал Д. Е. Филиппов). У нового здания было два этажа (третий — антресольный), оно П-образное в плане, ограничивает с трёх сторон двор главного корпуса Академии. На внутренних углах стоят невысокие купола, перекрывающие симметрично расположенные небольшие круглые залы.
Оформление фасадов было сделано по подобию Новобиржевого гостиного двора, его аркаде соответствуют полукруглые окна первого этажа флигеля.
В здании есть цилиндрические и зеркальные своды с распалубками, у круглых залов — сферические купола, между куполами и стенами созданы лепные карнизы с кронштейнами и модульонами. Площадки лестниц опираются на крестовые и цилиндрические своды, марши лестниц сделаны на ползучих арках. На втором этаже сохранились лепные карнизы.
В здании были размещены коллекции Ботанического, Зоологического и Азиатского музеев, Минералогический кабинет, химическая лаборатория, с 1866 года — физиологическая лаборатория (руководителем которой с 1907 года был И. П. Павлов). В восточном крыле, помимо прочего, были прачечная и жилые помещения для низших чинов служащих Академии.
С конца XIX века часть учреждений Академии Наук начали переводить в другие здания, например, физиологическая лаборатория с 1926 года стала институтом на набережной Макарова, 6, Минералогический кабинет стал Геологическим музеем и переместился в северный пакгауз, Зоологический музей — в южный пакгауз, из Азиатского музея создали Институт востоковедения РАН.
В 1950—1970-х годах здание занимал Институт теоретической астрономии АН СССР. На 2014 год в здании работало отделение издательства «Наука» (переехало из помещения к 2021 году), Санкт-петербургский филиал Института истории естествознания и техники, кафедра иностранных языков, магазин «Академкнига», хранилище академического архива и поликлиника. К 2020 году — ФГБНУ Медицинский научный центр «Института экспериментальной медицины» (бывшая Поликлиника № 1 РАН), Санкт-Петербургские филиалы Института земного магнетизма, ионосферы и распространения радиоволн им. Н. В. Пушкова РАН, Института океанологии им. П .П. Ширшова РАН и Института истории естествознания и техники им. С. И. Вавилова РАН.